# Marnie Schulenburg
Marnie Schulenburg (Barnstable, 21 de mayo de 1984-Bloomfield, 17 de mayo de 2022) fue una actriz estadounidense conocida por su papel de Alison Stewart en la telenovela de CBS As the World Turns (2007-2010).

## Primeros años
Nació en Barnstable, un pueblo ubicado en el Cabo Cod de Massachusetts. Tuvo dos hermanos; Gus y Allan. Se graduó del Barnstable High School en 2002, donde participó en musicales y cantó en el conjunto de jazz vocal. Tomó lecciones de baile y canto en el Conservatorio de Cabo Cod. 
En mayo de 2006, se graduó de la Universidad DeSales en Center Valley, Pensilvania, con una licenciatura en teatro. En DeSales, estuvo involucrada en actuación, teatro musical, los clásicos y William Shakespeare. 
En septiembre de 2006, se mudó a Nueva York y comenzó a hacer audiciones para papeles de actuación. Se unió al Dramatists Guild of America, donde participó en la lectura de obras de teatro y también participó en The Flux Theatre Ensemble.

## Carrera
En 2006, interpretó el papel de Alison Stewart; hizo su debut cuando el personaje hizo una aparición cruzada en The Young and the Restless el 22 de febrero de 2007, y luego debutó en As the World Turns el mes siguiente. Schulenburg permaneció con As the World Turns hasta su episodio final el 17 de septiembre de 2010, convirtiéndose en la actriz con más tiempo en el papel de Alison. Por su interpretación de Alison, obtuvo una nominación al Premio Daytime Emmy en la categoría de Mejor Actriz Joven en una Serie Dramática en 2010. En abril del 2020, apareció en una reunión virtual del elenco organizada por Alan Locher.
Hizo su debut cinematográfico en la comedia romántica Made for Each Other (2009). Tuvo papeles como invitada en los programas de televisión Fringe, Divorce, Manhattan Love Story, Army Wives, Canterbury's Law, Elementary y Blue Bloods. Apareció en la serie Alpha House de Amazon Prime Video como Crystal en los últimos dos episodios de su primera temporada. Schulenburg interpretó a Sherry Tanner en tres episodios de la serie de comedia dramática Royal Pains. Apareció en las producciones teatrales del Festival de Shakespeare de Pensilvania de As You Like It (2006) y South Pacific (2011). Apareció en la película documental One Night Stand (2011) junto a Cheyenne Jackson, Jesse Tyler Ferguson y Rachel Dratch. La película sigue al elenco durante 24 horas mientras componen la música, escriben un guion y la letra y aprenden las líneas, ya que el espectáculo abrirá y cerrará una noche en el Teatro Gramercy de Nueva York.
En 2013, fue elegida como Jo Sullivan en la telenovela One Life to Live de ABC. En 2014, comenzó a interpretar a la ambiciosa actriz Peyton Adams en Tainted Dreams, que se estrenó en YouTube el 30 de diciembre de 2013 y luego se trasladó exclusivamente a Amazon y Amazon Prime. Creado por Sonia Blangiardo, es un "jabón dentro del jabón" que sigue el drama entre bastidores de la telenovela ficticia Sueños pintados. En abril del 2019, hizo una aparición como estrella invitada como Stacy en The Good Fight de CBS.

## Vida personal
Se casó con su novio con el cual duraron 10 años de relación, el actor Zack Robidas, el 15 de septiembre de 2013. Dio a luz a su hija, Coda Jones, el 12 de diciembre de 2019.

### Enfermedad y fallecimiento
En mayo de 2020, reveló que le habían diagnosticado cáncer de mama metastásico, que los médicos confundieron con un diagnóstico de mastitis que es común en las nuevas madres. Ella describió su cáncer como "el tipo de cáncer de mama inflamatorio más insidioso que no se parece al cáncer de mama típico, más agresivo, afecta a las mujeres más jóvenes y se disfraza como una infección de la lactancia". "¿Cómo se celebra un cumpleaños después de un diagnóstico de cáncer de mama en etapa cuatro en medio de una pandemia mundial mientras se cría a un bebé de 5 meses?", escribió en una publicación de Instagram. Sus amigos y familiares crearon una página de GoFundMe para sus gastos médicos y la meta de $75,000 se elevó en octubre de 2020. El 17 de mayo de 2022, cuatro días antes de cumplir 38 años, murió a causa de la enfermedad en un hospital de Bloomfield, Nueva Jersey.

## Filmografía
| Año  | Título                       | Role            | notas        |
| ---- | ---------------------------- | --------------- | ------------ |
| 2009 | Made for Each Other          | camarera de ala |              |
| 2011 | Una noche de pie             | Ella misma      | Documental   |
| 2013 | Novela de muy poca categoría | Acebo           | Cortometraje |
| 2013 | La vieira dorada             | Lindsay O´Hara  |              |
| 2014 | don-o-mite                   | Secretaria      | Cortometraje |
| 2017 | Amigos digitales             | Terapeuta       | Cortometraje |

| Año             | Título                       | Role              | notas                                                                                            |
| --------------- | ---------------------------- | ----------------- | ------------------------------------------------------------------------------------------------ |
| 2007            | The Young and the Restless   | Alison stewart    | Episodio: "Episodio n. ° 1.8585"                                                                 |
| 2007-2010       | As the World Turns           | Alison stewart    | 308 episodios Nominada– Premio Emmy diurno a la mejor actriz joven en una serie dramática (2010) |
| 2007            | Digital Daytime: L.A.Diaries | Alison stewart    | serie web                                                                                        |
| 2008            | Canterbury's Law             | Annabeth Mills    | Episodio: "What Goes Around"                                                                     |
| 2009            | Fringe                       | Mamá              | Episodio: "Unleashed"                                                                            |
| 2010            | Army Wives                   | Megan meyer       | Episodio: "Scars and Stripes"                                                                    |
| 2010-2012, 2016 | Royal Pains                  | Sherry Tanner     | 3 episodios                                                                                      |
| 2011, 2012      | Blue Bloods                  | coreen            | Episodios: "Whistle Blower" y "Lonely Hearts Club"                                               |
| 2013            | Compulsive Love              | Lucy              | Episodio: "Leena, Lucy and Lyssa"                                                                |
| 2013            | One Life to Live             | Jo sullivan       | 9 episodios                                                                                      |
| 2014            | Alpha House                  | Crystal           | Episodios: "In the Saddle" y "Showgirls"                                                         |
| 2014            | Manhattan Love Story         | Ann               | Episodio: "Let It Go"                                                                            |
| 2014-2017       | Tainted Dreams               | Peyton adams      | 15 episodios                                                                                     |
| 2015            | Dog People                   | Liz               | Episodio: "Double Dog Standard"                                                                  |
| 2017            | Elementary                   | Maureen           | Episodio: "Fly Into a Rage, Make a Bad Landing"                                                  |
| 2019            | Divorce                      | Abogada de Dallas | Episodio: "Knock Knock"                                                                          |
| 2019            | The Good Fight               | Stacy             | Episodio: "The One with Lucca Becoming a Meme"                                                   |
| 2022            | City on a Hill               | Maggie caysen     | Papel recurrente, 6 episodios                                                                    |

| Año  | Título        | Role   | Lugar de eventos                       |
| ---- | ------------- | ------ | -------------------------------------- |
| 2006 | Como gustéis  | celia  | Festival de Shakespeare de Pensilvania |
| 2011 | South Pacific | nellie | Festival de Shakespeare de Pensilvania |